# Muchura
Muchura (gruz. მუხურა) – wieś w Gruzji, w regionie Imeretia, w gminie Tkibuli. W 2014 roku liczyła 1412 mieszkańców.